# USS LST-494
O USS LST-494 foi um navio de guerra norte-americano da classe LST que operou durante a Segunda Guerra Mundial.